# Aeroportul Ati
Aeroportul Ati (IATA: ATV, ICAO: FTTI) este un aeroport din Ciad ce deservește zona Ati.
Situat la o altitudine de 334 m, aeroportul dispune de o singură pistă.